# Zbór Luterańskiego Ewangelickiego Kościoła Augsburskiego Wyznania w Trzyńcu
Zbór Luterańskiego Ewangelickiego Kościoła Augsburskiego Wyznania w Trzyńcu – zbór (parafia) luterańska w Trzyńcu, należąca do Luterańskiego Ewangelickiego Kościoła Augsburskiego Wyznania w Republice Czeskiej, w kraju morawsko-śląskim, w Czechach.
Zbór w Tryńcu powstał po odłączeniu się LECAV od Śląskiego Kościoła Augsburskiego Wyznania w 1995 roku. 
Pastorem zboru jest Ladislav Devečka. Nabożeństwa odbywają się w kościele ewangelickim w Trzyńcu, należącym do Śląskiego Kościoła Ewangelickiego Augsburskiego Wyznania.
Do stałych aktywności zboru należy prowadzenie szkółek niedzielnych i godzin biblijnych oraz działalność chóru.